# André Lanskoy
André Lanskoy, född den 31 mars 1902 i Moskva, död den 24 augusti 1976 i Paris, var en fransk målare och grafiker.

## Biografi
Lanskoy kom 1918 med sin familj till Kiev där han utförde sina första målningar. Under det ryska inbördeskriget tjänstgjorde i vita armén. På grund av en skada flyttade han till Frankrike och bosatte sig i Paris 1921 där han tog starkt intryck av James Ensors och Vincent van Goghs måleri. 
Från ett tidigare naiviserande och delvis expressionistiskt måleri övergick han omkring 1940 till ett rent nonfigurativt, närmast mosaikartat fläckmåleri, efter att ha studerat Paul Klee och Kandinskij. Han anslöt sig då till Ècole de Paris och Tachisme, en rörelse för abstrakt måleri som startade i början av 1940-talet.
År 1924 fick Lanskoy sitt genombrott genom en utställning på Salongen. Han hade sedan utställningar bl. a. 1944 på Jeanne Bucher Gallery i Paris, 1948 på Louis Carré Gallery och 1951 på Galerie Jacques Dubourg. The Tooth and Sons Galleri visade hans arbete 1953 och The Loeb Gallery i New York följde 1959.
År 1962 började han arbetet med ett stort projekt som pågick fram till hans död. Det omfattade 150 collage och 80 litografier som illustrationer till Gogols novell En galnings dagbok.
Lanskoy var också representerad vid documenta III i Kassel 1964.